# Rocca aldobrandesca (Grosseto)
La Rocca aldobrandesca era un castello di Grosseto costruito in epoca medievale nei pressi della perduta chiesa di San Giorgio, la cui ubicazione, per quanto localizzata all'estremità sud-occidentale del centro storico, non è stata rintracciata.

## Storia
Il complesso fu costruito tra il IX e il X secolo e può considerarsi il fulcro dello storico Castrum Grossito, citato in un documento del 973. La rocca costituiva al tempo stesso il luogo di residenza degli Aldobrandeschi e un complesso con funzioni difensive. 
Nel 1137 la città di Grosseto venne assediata dall'esercito di Enrico di Baviera, per il mancato pagamento dei dovuti tributi. L'Annalista Saxo menziona la presenza di un «castrum munitissimum», verosimilmente la rocca aldobrandesca; una volta caduta quest'ultima, pare che i grossetani avessero rinunciato a difendere una seconda fortificazione, ovvero quella a difesa del borgo che era sorto intorno alla rocca. È stato quindi ipotizzato che obiettivo dell'attacco fossero non i cittadini grossetani, quanto gli stessi conti Aldobrandeschi arroccati nel proprio castello, ma ciò potrebbe anche avere visto il coinvolgimento di papa Innocenzo II, che era presente all'assedio.
Non è certa la data in cui fu abbandonato e poi demolito; probabilmente, ciò avvenne quando fu deciso di rendere unitaria la prima cinta muraria medievale.

## Descrizione
Come in tutte le altre rocche aldobrandesche, è ipotizzabile la presenza di un corpo di fabbrica a uso abitativo e di un'alta torre merlata di avvistamento, munita di feritoie. Dalla struttura si articolava una cinta muraria primordiale, che racchiudeva unicamente il complesso del castrum, oltre la quale venne poi costruita la prima cerchia medievale per racchiudere e proteggere anche il centro abitato che andava espandendosi attorno al castrum.